# حسن نصر
حسن نصر أديب تونسي ولد بحي الحلفاوين أحد الأحياء الشعبية بتونس العاصمة 4 فيفري 1937 سنة. تلقى دراسته بالمدرسة القرآنية ثم بجامع الزيتونة. تعاطى بعض المهن الحرفية الحرة ثم اشتغل معلما مدة قصيرة، التحق بعد ذلك بكلية الآداب ببغداد ثم انقطع عن مواصلة الدراسة وعاد للتدريس من جديد بالمعاهد الثانوية. سلخ أكثر من ثلاثة عقود من العمر في هذه المهنة وخرج للتقاعد.

## سيرته
بدأ الكتابة مع بداية الاستقلال ونشر مجموعة من النصوص الشعرية بجريدة العلم التونسية. أول قصة قصيرة دمعة كهل ظهرت1959 بمجلة الفكر وستطبع هذه القصة موضوعا وأسلوبا فترة تعرف في تاريخ الأدب التونسي بأدب المقاومة ضد المستعمر الفرنسي ومجموعة ليالي المطر خير دليل على هذه الفترة كما تطرق في هذه المجموعة إلى المواضيع الاجتماعية والأزمات الفردية والصراع بين الاجيال وعوالم أخرى هذا دون أن يخلو البعض منها من نزعة وجودية.
كما كتب القصة القصيرة جدا سماها قصة تقرا في دقيقة واحدة نشر أغلبها في ملحق جريدة العمل الثقافي بشكل أسبوعي. وتعكس هذه القصص حالتي النكسة التي خلفتها حرب 67 من جهة والخيبة التي خلفتها التجربة الاشتراكية في تونس من جهة أخرى. كما أن بعض هذه القصص يفضح بأسلوب سربالي كيف تعمل أجهزة الضغط على تشيئة الإنسان. وخلال تلك الفترة كتب رواية دهاليز الليل التي تدور أحداثها في مدينة المهدية وتحكي عن التجربة الاشتراكية في قطاع الصيد البحري.
بعد سنوات من الانقطاع عن الكتابة رجع حسن نصر فأصدر رواية خبز الأرض تحدث فيها عن تعلق الإنسان بالأرض وماساة الفلاحين 
سكت مرة أخرى عن الكتابة ثم عاد فأصدر روايته الجميلة دار الباشا

## من مؤلفاته
- خبز الأرض، الدار التونسية للنشر، 1985
- السحر والجرح، دار التونسية للنشر، 1989
- 52 ليلة، رحاب المعرفة، 1996
- خيول الفجر، دار اليمامة، 1997
- سجلات رأس الديك، سراس للنشر، 2001
- دهاليز الليل، دار سراس للنشر، 2004
- ليالي المطر، دار اليمامة، 2007
- دار الباشا، دار الجنوب للنشر، 2010
- كائنت مجنحة، ورقة للنشر، 2010
- ما أجمل البحر، منشورات زخارف، 2015
- الملاك في المنفى، منليزير تونس، 2017

## جوائز
تحصلت بعض كتبه على جوائز من وزارة الثقافة
- ليالي المطر:الجائزة الشجيعية سنة 1968
- دهاليز الليل:الجائزة التشجيعية سنة 1978
- السهر والجرح:جائزة الابداع سنة 1989